# Sunny’s Time Now – Portrait of Drummer Sunny Murray
Sunny’s Time Now – Portrait of Drummer Sunny Murray ist ein luxemburgischer Musik-Dokumentarfilm unter der Regie von Antoine Prum aus dem Jahr 2008.

## Inhalt
Der Film verfolgt die langjährige Karriere des avantgardistischen Schlagzeugers Sunny Murray, eine der einflussreichsten Personen der Freejazz-Revolution. Eine Reihe von Interviews mit wichtigen Zeitzeugen sowie historisches und aktuelles Filmmaterial aus Konzerten würdigen nicht nur die Persönlichkeit des Drummers, sondern zeigen auch den Zusammenhang zwischen den politischen Bewegungen der 1960er Jahre, ihre sozialen Forderungen und deren sichtbare Reflexion in der Entwicklung der freien Musik. Dabei zeigt der Film, wie besonders radikale Formen des musikalischen Ausdrucks von der Musikindustrie ausgeschlossen wurden und gleichzeitig das freie Musikideal aus der Mode kam. Neben Rückblenden folgt der Film aktuellen Auftritten Murrays und zeigt die alltäglichen Anstrengungen zur Aufrechterhaltung eines musikalischen Genres, welches von einer breiten Öffentlichkeit ignoriert wird. Sunny’s Time Now beschäftigt sich auch mit der beinahe im Verborgenen wirkenden Fangemeinde, die die Kultfiguren ihrer eigenen Adoleszenz weiterhin verehrt, und deren ungebrochene Unterstützung die freie improvisierte Musik möglich gemacht hat.